# Історичний архів (Струмиця)
Історичний архів Струмиці — підрозділ Державного архіву Північної Македонії.

## Історія
Історичний архів був створений в 1956 році як Міський історичний архів, а сьогодні є частиною Державного архіву Північної Македонії (ДАРМ). Територіальне охоплення підрозділу — міста Струміца, Берово, Ново-Село, Пехчево, Василево, Босилово, Валандово, Богданци і Дойран.
Підрозділ має 450 фондів та 8 колекцій. Найстаріший документ датовано 1882 роком. 